# Звёздный путь: Первый контакт
«Звёздный путь: Первый контакт» (англ. Star Trek: First Contact) — восьмой полнометражный научно-фантастический фильм, действие которого происходит во вселенной «Звёздного пути». Кроме того, «Первый контакт» — первый фильм эпопеи, целиком основанный на сериале «Следующее поколение».
Премьера фильма состоялась: 22 ноября 1996 года.

Бюджет фильма: 45 млн долларов.

Кассовые сборы в кинотеатрах США в год показа: 92 млн долларов.

Кассовые сборы по всему миру: 146 млн долларов.

Слоган фильма: Если вы считаете, что враги человечества номер один — это клингоны, то вы ошибаетесь. Это — борг.

## Сюжет
Над Объединённой федерацией планет нависла угроза в лице воинственных борг, но капитан Пикар уже знает об этом. Корабль «Энтерпрайз-E» под командованием капитана Пикара вынужден отправиться к нейтральной зоне по приказу адмирала, но, получив известия с поля боя, они отправляются на выручку и, скоординировав действия других оставшихся кораблей, «Энтерпрайз» уничтожает летящий к Земле куб борг. Однако борг твёрдо намерены ассимилировать население Земли и отправляют свою сферу, вылетевшую из куба, в прошлое, в 4 апреля 2063 года, за день до исторического первого варп-полёта и последующей встречи с первыми представителями внеземной расы — вулканцами. Капитан Пикар вынужден отправиться вслед за борг, чтобы помешать им изменить земную историю.
Во время перемещения экипаж «Энтерпрайза» случайно получает возможность заглянуть в альтернативную временную линию, где с ужасом выясняет, что все 9 миллиардов землян стали борг. «Энтерпрайз» нагоняет сферу борг, в то время как та обстреливает поверхность планеты, и уничтожают её. Высадившись, Пикар и прочие находят старую ядерную ракету, переделанную в ракету-носитель с космическим кораблём, и тела погибших. Они в ужасе, так как уже завтра к Земле должны прибыть вулканцы и стать свидетелями полёта первого земного варп-корабля, что и станет причиной для вступления вулканцев в контакт с Землёй. Женщина, защищающая корабль, получает ранения и попадает на «Энтерпрайз», где в это время объявляются борг и начинают ассимилировать экипаж, попутно перестраивая корабль, меняя температурный режим. Диана Трой и Райкер знакомятся с пожилым высоким джентльменом, любителем рока и выпивки, — оказывается, что это и есть создатель первого земного варп-корабля доктор Зефрам Кокрейн. Пикару сообщают о неполадках на «Энтерпрайзе», и он с андроидом Дейтой возвращается на борт.
Трой и Райкер вынуждены рассказать Кокрейну о всей важности его завтрашнего полёта. Разумеется, он им не верит, но после того, как он видит в телескоп «Энтерпрайз» на орбите, он меняет своё мнение. Он упорствует, отказываясь признавать всё то, что о нём рассказывают, и пытается убежать. К этому моменту времени большая часть экипажа «Энтерпрайза» уже «переделана» в борг, но кое-где ещё остались очаги сопротивления. Пикар, Ворф и офицер управления уничтожают антенну «Энтерпрайза», при помощи которой борг пытались послать субпространственный сигнал. Связь между Землёй и «Энтерпрайзом» потеряна, подготовка к первому полёту проходит вслепую, — в частности, на Земле не знают о том, что борг захватили «Энтерпрайз» и планируют уничтожить корабль Кокрейна, не дав ему выйти за границы Солнечной системы. Женщина с Земли, спутница Кокрейна, берёт в заложники капитана Пикара, но он показывает ей Землю в иллюминаторе и убеждает её в своих благих намерениях.
Старт состоялся, и корабль Кокрейна выходит на орбиту благодаря инженерам с «Энтерпрайза», занявшим места погибших. В это время Пикар приказывает эвакуировать «Энтерпрайз» и включает самоуничтожение, но сам в этом время отправляется за Дейтой, предлагая себя в обмен на Дейту Королеве борг. Дейта, якобы подчиняясь борг, отключает самоуничтожение корабля, запускает торпеды, чтобы сбить корабль Кокрейна, но умышленно промахивается, после чего уничтожает всех борг, выпустив в помещения корабля смертельный для них газ. Корабль Кокрейна набирает скорость и совершает судьбоносный полёт вопреки вмешательству борг.
Кокрейн, Трой, Райкер, Пикар, Ла Форж и остальные члены экипажа «Энтерпрайза» вместе с местными видят посадку корабля вулканцев и первый контакт, после чего «Энтерпрайз» возвращается в XXIV век.
Время действия фильма — 2373 и 2063 годы.

## В ролях
| Актёр           | Роль                                                             |
| --------------- | ---------------------------------------------------------------- |
| Патрик Стюарт   | капитан Жан-Люк Пикар                                            |
| Джонатан Фрейкс | коммандер Уильям Томас Райкер (первый помощник)                  |
| Брент Спайнер   | лейтенант-коммандер Дэйта (второй помощник)                      |
| Левар Бертон    | лейтенант-коммандер Джорди Ла Форж (главный инженер)             |
| Майкл Дорн      | лейтенант-коммандер Ворф (глава тактической службы)              |
| Гейтс Макфадден | коммандер Беверли Черил Ховард Крашер (глава медицинской службы) |
| Марина Сиртис   | коммандер Диана Трой (советник)                                  |
| Элфри Вудард    | Лили                                                             |
| Джеймс Кромвелл | доктор Зефрам Кокрейн                                            |
| Элис Криге      | королева Борг                                                    |
| Роберт Пикардо  | доктор (экстренная медицинская голограмма)                       |
| Нил Макдонаф    | лейтенант Хоук                                                   |
| Дуайт Шультц    | лейтенант Реджинальд Баркли                                      |

## Создание фильма
«Первый контакт» был задуман практически одновременно с вышедшим за два года до него фильмом «Звёздный путь: Поколения». Для его съёмок Paramount Pictures выделило Рику Берману солидный бюджет, превышающий бюджеты всех предыдущих картин. Это позволило сценаристам создать красивый и многоплановый фильм с большим количеством декораций и спецэффектов.
Главными злодеями сразу же стали борг, которые, согласно опросам, были наиболее интересны поклонникам эпопеи. Рик Берман, Рональд Мур и Бреннон Брага впервые за долгое время существования «Звёздного пути» решили показать зрителям основу всей эпопеи — первый варп-полёт и первый контакт, которые до этого описывались лишь в книгах. Впрочем, сценаристы решились заметно изменить эти моменты истории.
Режиссёром картины стал Джонатан Фрейкс, одновременно исполняющий роль Райкера и ранее снявший несколько серий для сериала «Новое поколение».
Капитан Пикар цитирует книгу «Моби Дик» и слова капитана Ахава, который борется с непреодолимой силой в виде белого кита, который сравнивается с борг. В 1998 году Патрик Стюарт снялся в мини-сериале по этой книге, где сыграл роль уже самого капитана Ахава.

### Музыка
Джерри Голдсмит в третий раз выступил композитором полнометражного фильма из серии «Звездный путь». Он написал размашистое вступление, которое начинается с классической темы из оригинального сериала. Вместо того, чтобы сочинять угрожающую тему, чтобы подчеркнуть угрозу борг, Голдсмит написал пасторальную тему, связанную с обнадеживающим первым контактом человечества. В теме используется мотив из четырёх нот, использованный в партитуре Голдсмита к фильму «Звездный путь 5: Последний рубеж», в «Первом контакте» музыка проходит в качестве темы дружбы и общей тематической ссылки. Для представления Боргов использовался угрожающий марш с нотками синтезаторов. В дополнение к сочинению новой музыки Голдсмит использовал музыку из своих предыдущих партитур «Звездного пути», включая тему из первого кинофильма. Клингонская тема из того же фильма используется здесь для представления Ворфа.

## Достижения
- Фильм был номинирован на награду Американской киноакадемии «Оскар» 1997 года в номинации Лучший грим.
- Фильм был номинирован на награду «Премия Сатурн» «Академии научно-фантастических, фантастических фильмов и фильмов ужасов США» 1997 года в номинациях:
  - Лучший дизайн костюмов.
  - Лучший актёр второго плана.
  - Лучшая актриса второго плана.
- Фильм был номинирован на награду «Blockbuster Entertainment Awards» 1997 года в номинации Самый популярный актёр в жанре научной фантастики.
- Фильм был номинирован на награду «Хьюго» 1997 года в номинации Лучшее драматическое действие.
- Фильм был номинирован на награду «Golden Satellite Awards» в номинации Выдающиеся визуальные эффекты.